# Arcani (Gorj)
Arcani è un comune della Romania di 1285 abitanti, ubicato nel distretto di Gorj, nella regione storica dell'Oltenia.
Il comune è formato dall'unione di 4 villaggi: Arcani, Câmpofeni, Sănătești, Stroiești.